# 松本健留
松本 健留（まつもと けんと、1998年7月11日 - ）は、日本出身の元ラグビーユニオン選手。

## プロフィール
- 大阪市生野区出身[1]。
- 現役時代のポジションはフランカー(FL)。
- 身長 176cm、体重 96kg

## 略歴
中学1年生からラグビーを始めた。
2017年、大阪桐蔭高校卒業後、帝京大学に入学。なお大阪桐蔭高校時代、主将を務めて、高校日本代表に選ばれたことがある。
2020年、帝京大学ラグビー部の主将に就任した。
2021年、帝京大学卒業後、NTTコミュニケーションズシャイニングアークスに加入。
2022年2月26日に行われたJAPAN RUGBY LEAGUE ONE第7節ブレイブルーパス東京戦にて途中出場で公式戦初出場を果たした。同年7月、NTT再編に伴う新チーム浦安D-Rocks選手スコッドに選ばれた。
2023年、現役を引退した。